# Conselho Espírita Internacional

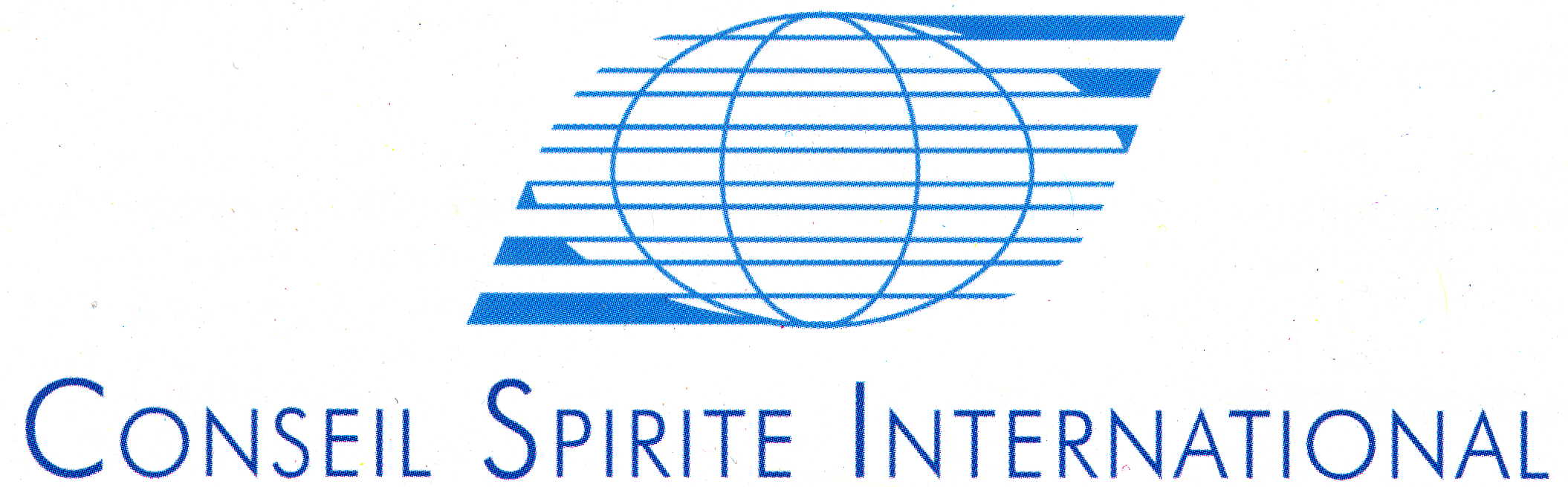
Logo em francês do Conselho Espírita Internacional

O Conselho Espírita Internacional (CEI) é um organismo resultante da união das associações representativas dos movimentos espíritas nacionais.
Constituído em 28 de novembro de 1992 em Madrid, na Espanha, as suas finalidades essenciais e objetivos são:
- Promover a união solidária e fraterna das instituições espíritas de todos os países e a unificação do movimento espírita mundial;
- Promover o estudo e a difusão da Doutrina Espírita em seus três aspectos básicos, quais sejam o científico, o filosófico e o religioso;
- Promover a prática da caridade material e moral, conforme ensina a Doutrina Espírita.

O CEI atua através de coordenadorias regionais que tem como objetivo trabalhar em conjunto com os representantes de cada país.
Promove seminários, cursos, eventos regionais e congressos mundiais a cada três anos.

## Ação editorial
Complementarmente o CEI tem como objetivo a edição de livros espíritas em diversos idiomas, nomeadamente os de Allan Kardec, Francisco Cândido Xavier e Yvonne Pereira, para o que constituiu a EDICEI, responsável por edições em inglês, francês, espanhol, alemão, húngaro e russo, entre outros idiomas, e que tem parcipado das principais feiras internacionais do livro (Frankfurt, Guadalajara, Salão do Livro de Paris, Bienal do Rio de Janeiro e Bienal de São Paulo). É responsável pela edição da Revista Espírita em vários idiomas, sendo a edição francesa de La Revue Spirite realizada em parceria com a União Espírita Francesa e Francofônica.

## Televisão
No ano 2006, visando ampliar a ação divulgativa, criou a TVCEI, a primeira WebTV espírita do mundo, disponível 24 horas por dia, com canais em português, espanhol, francês e inglês. A TVCEI produz os próprios conteúdos e oferece transmissões ao vivo dos principais eventos do mundo. O número de acessos desde o início de 2008 superou as 200 mil visitas, com registro em 1932 cidades, entre 86 países. Foi encerrado em 2013.

## Entidades nacionais componentes do CEI
1. Alemanha: Deutsche Spiritistische Vereinigung
2. Angola: Sociedade Espírita Allan Kardec de Angola
3. Argentina: Confederación Espiritista Argentina
4. Austrália: Franciscans Spiritist House
5. Áustria: Verein für Spiritistische Studien Allan Kardec
6. Bélgica: Union Spirite Belge
7. Bolívia: Federación Espirita Boliviana
8. Brasil: Federação Espírita Brasileira
9. Canadá: Conseil Spirite Canadien
10. Chile: Centro de Estudios Espirita Buena Nueva
11. Colômbia: Confederación Espiritista Colombiana
12. Cuba: Sociedad Amor y Caridad Universal
13. El Salvador: Federación Espirita de El Salvador
14. Espanha: Federación Espirita Española
15. Estados Unidos: United States Spiritist Council
16. França: Union Spirite Française et Francophone
17. Guatemala: Cadena Heliosóphica Guatemalteca
18. Honduras: Asociación Civil de Proyección Moral
19. Irlanda: Spiritist Society of Ireland
20. Itália: Unione Spiritica Italiana
21. Japão: Comunhão Espírita Cristã Francisco Cândido Xavier
22. Luxemburgo: Groupe Spirite Allan Kardec de Luxembourg
23. México: Consejo Espírita de México
24. Moçambique: União Espírita de Moçambique
25. Noruega: Gruppen for Spiritistiske Studier Allan Kardec
26. Nova Zelândia: Allan Kardec Spiritist Group of New Zealand
27. Países Baixos: Nederlandse Raad voor het Spiritisme
28. Panamá: A Fraternidad Espírita Dios, Amor y Caridad
29. Paraguai: Centro de Filosofia Espiritista Paraguayo
30. Peru: Federación Espírita del Perú
31. Portugal: Federação Espírita Portuguesa
32. Reino Unido: British Union of Spiritist Societies
33. Suécia: Svenska Spiritistiska Förbundet
34. Suíça : Union des Centres d'Études Spirites en Suisse
35. Uruguai: Federación Espirita Uruguaya
36. Venezuela: Asociación Civil Sócrates